# ایو برینکمن
ایو برینکمن (انگلیسی: Yves Brinkmann؛ زادهٔ ۱۰ ژوئیهٔ ۱۹۹۲) بازیکن فوتبال اهل آلمان است.
از باشگاه‌هایی که در آن بازی کرده‌است می‌توان به باشگاه فوتبال کارل زایس ینا اشاره کرد.